# Bromus hordeaceus
Bromus hordeaceus é uma espécie de planta com flor pertencente à família Poaceae. 
A autoridade científica da espécie é L., tendo sido publicada em Species Plantarum 1: 77. 1753.
Os seus nomes comuns são bromo-cevada, bromo-doce ou bromo-mole.

## Portugal
Trata-se de uma espécie presente no território português, nomeadamente em Portugal Continental e no Arquipélago da Madeira.
Em termos de naturalidade é nativa das duas regiões atrás indicadas.

## Protecção
Encontra-se/Não se encontra protegida por legislação portuguesa ou da Comunidade Europeia, nomeadadamente pelo Anexo  da Directiva Habitats e pelo Anexo  da Convenção sobre a Vida Selvagem e os Habitats Naturais na Europa e pelo .